# Маркасьян, Николай Николаевич
Никола́й Никола́евич Маркасья́н (13 марта 1937, Капраны, Лиманский район, Одесская область, Украинская ССР, СССР — 8 сентября 2017, Йошкар-Ола, Марий Эл, Россия) — советский и российский деятель строительства. Руководитель треста, генеральный директор ЗАО «Йошкар-Оластрой» (1978—2017). Заслуженный строитель Российской Федерации (1998), заслуженный строитель Марийской АССР (1984). Лауреат Государственной премии Марийской АССР (1977). Член КПСС с 1975 года.

## Биография
Родился 13 марта 1937 года в селе Капраны ныне Лиманского района Одесской области Украины в рабочей семье. 
В 1964 году окончил Одесский инженерно-строительный институт.
С 1971 года — в Марийской АССР: старший прораб СМУ-2 треста «Марпромстрой», с 1973 года — главный инженер треста «Волжскпромстрой», с 1978 года — руководитель треста, генеральный директор ЗАО «Йошкар-Оластрой». Возглавляемый им трест всегда был в авангарде строительной индустрии и оставил след в Республике Марий Эл и её столице.
В 1998 году ему присвоено звание «Заслуженный строитель Российской Федерации». В 1977 году присуждена Государственная премия Марийской АССР. Награждён орденом Трудового Красного Знамени, медалями и дважды — Почётной грамотой Президиума Верховного Совета Марийской АССР.
После тяжёлой болезни скончался 8 сентября 2017 года в г. Йошкар-Оле. 

## Звания и награды
- Заслуженный строитель Российской Федерации (4 марта 1998)[1] — за заслуги в области строительства и многолетний добросовестный труд[4][5]
- Заслуженный строитель Марийской АССР (1984)[1]
- Орден Трудового Красного Знамени (1976)[1]
- Медаль «За трудовую доблесть»
- Медаль «Ветеран труда»
- Золотая медаль ВДНХ (1987)[1]
- Государственная премия Марийской АССР (1977)[1]
- Почётная грамота Президиума Верховного Совета Марийской АССР (1974, 1987)[1]